# ГЕС Sundsfjord
ГЕС Sundsfjord – гідроелектростанція у центральній частині Норвегії. Використовує ресурс зі сточища кількох річок, які впадають до системи фіордів на південь від Буде.
Основне водосховище станції Sokumvatnet створили на річці Forsåga, яка впадає у Morsdalsfjorden – один з фіордів, що оточують острів Sandhornoya. Ця водойма з площею поверхні 6,3 км2 має корисний об’єм 130 млн м3, що забезпечується коливанням рівня між позначками 299 та 331 метр НРМ. 
Окрім власного стоку сюди перекидається додатковий ресурс із розташованого далі на схід водосховища Arstaddalsdammen, котре створене на річці Arstadåga, лівій притоці Beiarelva, яка тече до у Beiarfjorden (через Nordfjord та Beiarkjeften сполучається з гирлом Saltfjorden – великої затоки, на березі якої й стоїть згадане вище місто Буде). Між Arstaddalsdammen та Sokumvatnet прокладено тунель довжиною біля 3,5 км, а до Arstaddalsdammen в свою чергу по тунелю довжиною біля 1,5 км подається ресурс із водозабору на Kovdisåga, правій притоці Arstadåga
Крім того, у водозбірній системі станції діє резервуар Langvatnet на річці Langvassåga, правій притоці Sundfjordelva, котра впадає до Sundsfjorden (ще один з фіордів, що оточують острів Sandhornoya). Звідси прокладено тунель довжиною біля 2 км, який неподалік західного узбережжя Sokumvatnet приєднується до головного дериваційного тунелю. Останній має довжину біля 5 км та на своєму шляху від Sokumvatnet до машинного залу підхоплює ресурс із водозаборів на Mølnelva (ще одна права притока Sundfjordelva) та її лівої притоки Bekk øst stifjellet.
Основне обладнання станції становлять три турбіни типу Пелтон потужністю по 32,5 МВт, які використовують напір у 328 метрів та забезпечують виробництво 562 млн кВт-год електроенергії на рік.
Відпрацьована вода майже одразу потрапляє до згаданого вище Sundsfjorden.